# Villepinte (Aude)
Pour les articles homonymes, voir Villepinte.
Villepinte  est une commune française, située dans le nord-ouest du département de l'Aude en région Occitanie.
Sur le plan historique et culturel, la commune fait partie du Lauragais, l'ancien « Pays de Cocagne », lié à la fois à la culture du pastel et à l’abondance des productions, et de « grenier à blé du Languedoc ». Exposée à un climat méditerranéen, elle est drainée par le canal du Midi, le Fresquel, le ruisseau de Tréboul, le ruisseau de Mézeran et par divers autres petits cours d'eau. La commune possède un patrimoine naturel remarquable composé d'une zone naturelle d'intérêt écologique, faunistique et floristique.
Villepinte est une commune rurale qui compte 1 252 habitants en 2022, après avoir connu une forte hausse de la population depuis 1975. Elle fait partie de l'aire d'attraction de Castelnaudary. Ses habitants sont appelés les Villepintois ou  Villepintoises.
Le patrimoine architectural de la commune comprend un immeuble protégé au titre des monuments historiques : l'église Saint-Jean-Baptiste, inscrite en 1949.

## Géographie
Commune située dans le Lauragais au nord de Bram, dans l'aire d'attraction de Castelnaudary.

### Communes limitrophes
Villepinte est limitrophe de cinq autres communes.
Les communes limitrophes sont  Bram, Carlipa, Lasbordes, Pexiora, Saint-Martin-le-Vieil, Villasavary et Villespy.
| Lasbordes   | Villespy   | Carlipa               |
| Pexiora     | Villepinte | Saint-Martin-le-Vieil |
| Villasavary | Bram       |                       |

### Géologie et relief
La superficie de la commune est de 1 540 hectares ; son altitude varie de 124  à   202 mètres.

### Hydrographie
La commune est dans la région hydrographique « Côtiers méditerranéens », au sein du bassin hydrographique Rhône-Méditerranée-Corse. Elle est drainée par le canal du Midi, le Fresquel, le ruisseau de Tréboul et le ruisseau de Mézeran, qui constituent un réseau hydrographique de 17 km de longueur totale,.
Le canal du Midi, d'une longueur totale de 239,8 km, est un canal de navigation à bief de partage qui relie Toulouse à la mer Méditerranée depuis le xviie siècle.
Le Fresquel, d'une longueur totale de 63 km, prend sa source dans la commune de Baraigne et s'écoule d'ouest en est. Il traverse la commune et se jette dans l'Aude à Carcassonne, après avoir traversé 22 communes.
Le ruisseau de Tréboul, d'une longueur totale de 22,5 km, prend sa source dans la commune de Mas-Saintes-Puelles et s'écoule vers le sud-est. Il traverse la commune et se jette dans le Fresquel sur le territoire communal, après avoir traversé 7 communes.

### Climat
Pour des articles plus généraux, voir Climat de l'Occitanie et Climat de l'Aude.
En 2010, le climat de la commune est de type climat méditerranéen altéré, selon une étude s'appuyant sur une série de données couvrant la période 1971-2000. En 2020, Météo-France publie une typologie des climats de la France métropolitaine dans laquelle la commune est exposée à un climat océanique altéré et est dans la région climatique Aquitaine, Gascogne, caractérisée par une pluviométrie abondante au printemps, modérée en automne, un faible ensoleillement au printemps, un été chaud (19,5 °C), des vents faibles, des brouillards fréquents en automne et en hiver et des orages fréquents en été (15 à 20 jours).
Pour la période 1971-2000, la température annuelle moyenne est de 13,6 °C, avec une amplitude thermique annuelle de 16 °C. Le cumul annuel moyen de précipitations est de 777 mm, avec 8,8 jours de précipitations en janvier et 5,2 jours en juillet. Pour la période 1991-2020, la température moyenne annuelle observée sur la station météorologique la plus proche, située sur la commune de Castelnaudary à 11 km à vol d'oiseau, est de 14,1 °C et le cumul annuel moyen de précipitations est de 707,4 mm,. Pour l'avenir, les paramètres climatiques de la commune estimés pour 2050 selon différents scénarios d'émission de gaz à effet de serre sont consultables sur un site dédié publié par Météo-France en novembre 2022.

### Milieux naturels et biodiversité
L’inventaire des zones naturelles d'intérêt écologique, faunistique et floristique (ZNIEFF) a pour objectif de réaliser une couverture des zones les plus intéressantes sur le plan écologique, essentiellement dans la perspective d’améliorer la connaissance du patrimoine naturel national et de fournir aux différents décideurs un outil d’aide à la prise en compte de l’environnement dans l’aménagement du territoire.
Une ZNIEFF de type 1 est recensée sur la commune :
les « gravières et plaine de Bram » (2 381 ha), couvrant 6 communes du département.

## Urbanisme

### Typologie
Au 1er janvier 2024, Villepinte est catégorisée bourg rural, selon la nouvelle grille communale de densité à 7 niveaux définie par l'Insee en 2022.
Elle est située hors unité urbaine. Par ailleurs la commune fait partie de l'aire d'attraction de Castelnaudary, dont elle est une commune de la couronne,. Cette aire, qui regroupe 34 communes, est catégorisée dans les aires de moins de 50 000 habitants,.

### Occupation des sols
L'occupation des sols de la commune, telle qu'elle ressort de la base de données européenne d’occupation biophysique des sols Corine Land Cover (CLC), est marquée par l'importance des territoires agricoles (92,2 % en 2018), en diminution par rapport à 1990 (96,4 %). La répartition détaillée en 2018 est la suivante : 
terres arables (65,5 %), zones agricoles hétérogènes (26,7 %), zones urbanisées (5,6 %), zones industrielles ou commerciales et réseaux de communication (2,2 %). L'évolution de l’occupation des sols de la commune et de ses infrastructures peut être observée sur les différentes représentations cartographiques du territoire : la carte de Cassini (XVIIIe siècle), la carte d'état-major (1820-1866) et les cartes ou photos aériennes de l'IGN pour la période actuelle (1950 à aujourd'hui).

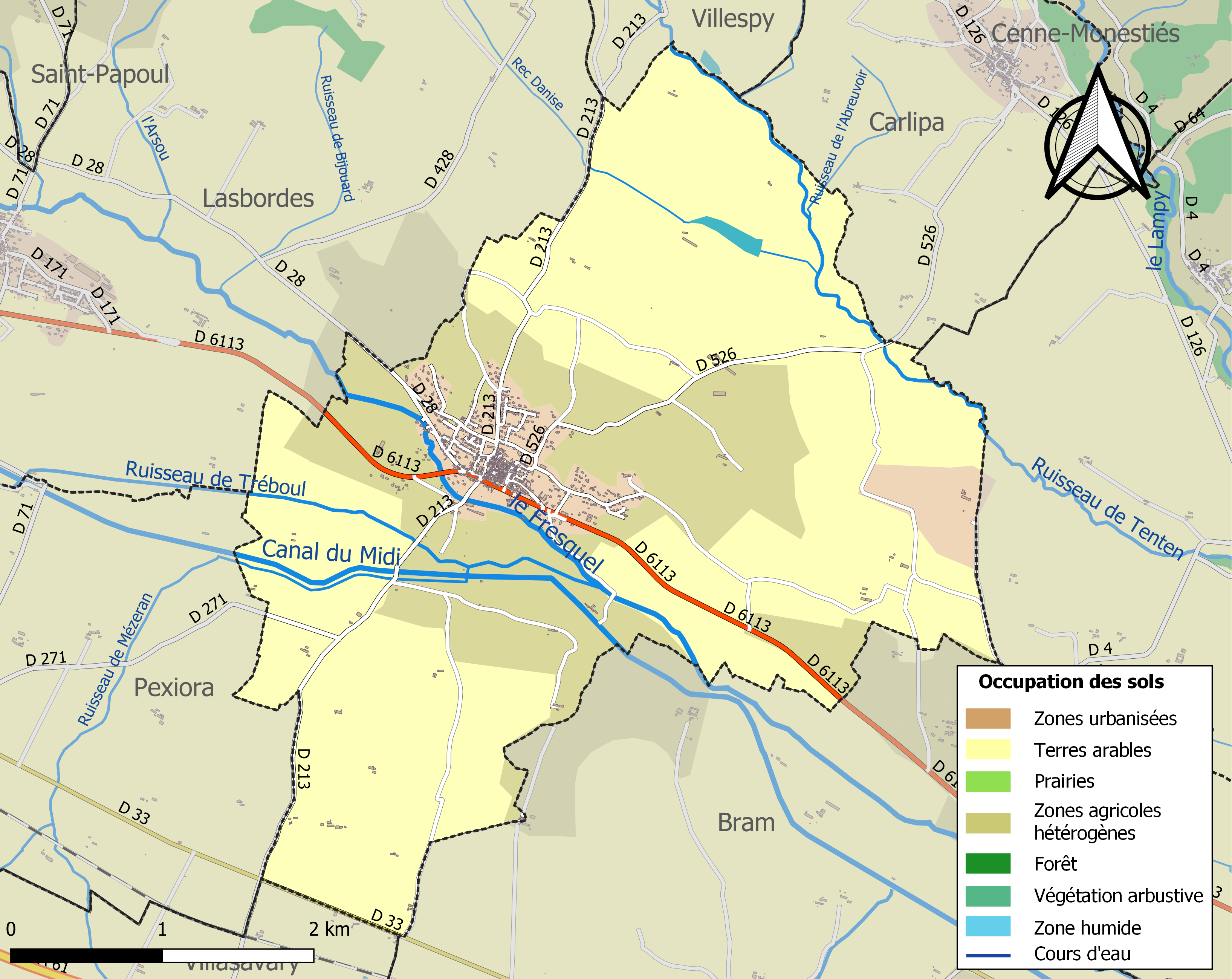
Carte des infrastructures et de l'occupation des sols de la commune en 2018 (CLC).

### Risques majeurs
Le territoire de la commune de Villepinte est vulnérable à différents aléas naturels : météorologiques (tempête, orage, neige, grand froid, canicule ou sécheresse), inondations et séisme (sismicité très faible). Il est également exposé à un risque technologique,  le transport de matières dangereuses. Un site publié par le BRGM permet d'évaluer simplement et rapidement les risques d'un bien localisé soit par son adresse soit par le numéro de sa parcelle.

#### Risques naturels
Certaines parties du territoire communal sont susceptibles d’être affectées par le risque d’inondation par débordement de cours d'eau, notamment le ruisseau de Glandes. La commune a été reconnue en état de catastrophe naturelle au titre des dommages causés par les inondations et coulées de boue survenues en 1982, 1992, 2000 et 2009,.

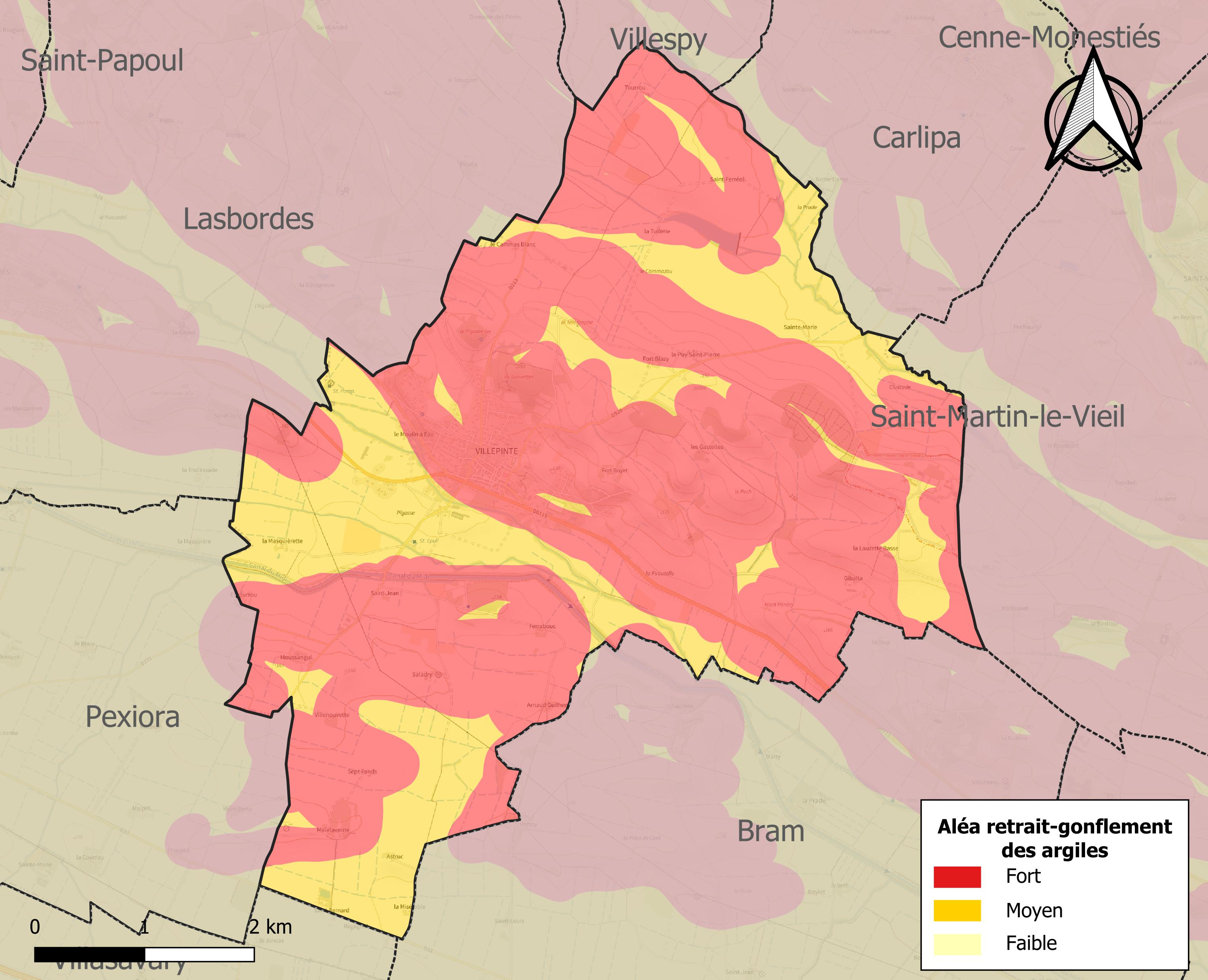
Carte des zones d'aléa retrait-gonflement des sols argileux de Villepinte.

Le retrait-gonflement des sols argileux est susceptible d'engendrer des dommages importants aux bâtiments en cas d’alternance de périodes de sécheresse et de pluie. La totalité de la commune est en aléa moyen ou fort (75,2 % au niveau départemental et 48,5 % au niveau national). Sur les 581 bâtiments dénombrés sur la commune en 2019, 581 sont en aléa moyen ou fort, soit 100 %, à comparer aux 94 % au niveau départemental et 54 % au niveau national. Une cartographie de l'exposition du territoire national au retrait gonflement des sols argileux est disponible sur le site du BRGM,.

#### Risques technologiques
Le risque de transport de matières dangereuses sur la commune est lié à sa traversée par une route à fort trafic. Un accident se produisant sur une telle infrastructure est en effet susceptible d’avoir des effets graves au bâti ou aux personnes jusqu’à 350 m, selon la nature du matériau transporté. Des dispositions d’urbanisme peuvent être préconisées en conséquence.

## Histoire

### Antiquité
Dans l'Antiquité, cent ans avant notre ère, le village portait le nom d'Aricie, identique au nom d'une ville romaine du nom d'Aricia, près de Rome ; en est resté le nom de la rivière qui traverse le territoire du nord au sud : l'Arize.
Vers 430, les Wisigoths occupent le pays.

Villepinte apparaît, dans les sources historiques à notre disposition, au début du IXe siècle, en 816 : c'est une des deux villae (l'autre étant Villemagne) données à l'abbaye de Sorèze par le roi Pépin d'Aquitaine. Dans cette période, le village prend le nom de Villa Pictis ou Villa Picta (vers 1120).
Villepinte est une étape systématiquement mentionnée sur les itinéraires routiers du XIVe au XVIIe siècle et a été un centre économique important lié au commerce du drap en Languedoc. Témoin son blason 'de gueules, à un peigne d'or posé en fasce', d'après les archives commerciales de 1400 d'un marchand italien, monsieur Dantini.
Du 26 août 816 et jusqu'à la Révolution, les commanditaires de l'abbaye de Sorèze en sont les seigneurs, dont le plus connu, François de Rogier, baron de Ferrals, transige avec la communauté villageoise en 1646 et laisse en outre la liberté de pêcher et de chasser.

### Époque gallo-romaine
Une étape sur la voie romaine
L'origine du nom est gallo-romaine : villa pinta ou villa picta, c'est-à-dire ville peinte. Le long des routes romaines, les tavernes étaient peintes en rouge.

Villepinte est l'une des villae du haut Moyen Âge, attestée par les textes : elle apparaît dans les sources historiques au début du IXe siècle.

### Époque médiévale
Une possession ecclésiale
Villepinte reste toute son histoire médiévale possession de l'abbaye bénédictine de Sorèze. Un château y est néanmoins établi et le village est fortifié, laissant à l'extérieur le site ecclésial.

Le village se trouve sur le tracé du 'chemin français' parallèle à la voie antique d'Aquitaine, à l'endroit où ce dernier franchit le Fresquel. On en déduit l'ancienneté de cette voie, qui passe aussi à Villarzens (actuellement à hauteur de la Leude, à l'intersection de la RD 6123 et de la route conduisant à Bram).

Les plans et les compoix permettent de caractériser nettement les trois parties de l'agglomération : à l'est, le cimetière et l'église, à l'ouest, le château et au centre le village castral avec son enceinte.

### AuXIVesiècle
Les Pénitents noirs
La chapelle Saint-Laurent ou chapelle des Pénitents noirs, orientée nord-sud, était le seul édifice religieux dans le village, sans qu'il soit possible de situer aucun.

### AuxXVeetXVIesiècles
L'église Saint-Jean-Baptiste
C'est vers la fin du XVe et au début du XVIe siècle que l'église a été transférée à son emplacement actuel, hors de l'ancienne enceinte fortifiée et sur l'emplacement d'une chapelle rurale d'origine romane dédiée à Notre-Dame conservée et englobée dans le nouvel édifice flamboyant.

L'église ne possédait pas de clocher, celui-ci se trouvant à proximité sur une de portes dé la ville. Le clocher, ainsi qu'un porche aux proportions excessives, ont été édifiés en 1807.

### AuXIXesiècle
Un village rural.
En l'an 1789, il est recensé à Villepinte 236 feux, soit, à raison de 4,5 habitants par feu, 995 habitants et en 1896, la commune compte 986 habitants. Durant cette période de deux siècles, la moyenne se situera plutôt autour de 1 080/1 100 habitants, avec une pointe de 1 247 habitants au milieu du XIXe siècle, en 1841.

## Politique et administration

### Administration municipale
Le nombre d'habitants au recensement de 2017 étant compris entre 500 habitants et 1 499 habitants, le nombre de membres du conseil municipal pour l'élection de 2020 est de quinze,.

### Rattachements administratifs et électoraux
Commune faisant partie de la communauté de communes Piège-Lauragais-Malepère et du canton de la Piège au Razès (avant le redécoupage départemental de 2014, Villepinte faisait partie de l'ex-canton de Castelnaudary-Sud).

### Liste des maires
| Période   | Période  | Identité               | Étiquette | Qualité                                                              |
| --------- | -------- | ---------------------- | --------- | -------------------------------------------------------------------- |
| 1977      | 1995     | René Courtessole       | PS        | Adjoint au maire (1971→1977)                                         |
| 1995      | 2001     | Jean-François Caillaud | PS        |                                                                      |
| mars 2001 | en cours | Alain Rouquet          | PS        | Vice-président de la communauté de communes Piège-Lauragais-Malepère |

## Population et société

### Démographie
L'évolution du nombre d'habitants est connue à travers les recensements de la population effectués dans la commune depuis 1793. Pour les communes de moins de 10 000 habitants, une enquête de recensement portant sur toute la population est réalisée tous les cinq ans, les populations de référence des années intermédiaires étant quant à elles estimées par interpolation ou extrapolation. Pour la commune, le premier recensement exhaustif entrant dans le cadre du nouveau dispositif a été réalisé en 2004.

En 2022, la commune comptait 1 252 habitants, en évolution de −4,86 % par rapport à 2016 (Aude : +2,65 %, France hors Mayotte : +2,11 %).
| 1793  | 1800  | 1806  | 1821  | 1831  | 1836  | 1841  | 1846  | 1851  |
| ----- | ----- | ----- | ----- | ----- | ----- | ----- | ----- | ----- |
| 1 013 | 1 016 | 1 159 | 1 123 | 1 195 | 1 231 | 1 247 | 1 204 | 1 216 |

| 1856  | 1861  | 1866  | 1872  | 1876  | 1881  | 1886  | 1891  | 1896 |
| ----- | ----- | ----- | ----- | ----- | ----- | ----- | ----- | ---- |
| 1 158 | 1 078 | 1 000 | 1 076 | 1 032 | 1 090 | 1 159 | 1 002 | 986  |

| 1901 | 1906 | 1911 | 1921 | 1926 | 1931 | 1936 | 1946 | 1954 |
| ---- | ---- | ---- | ---- | ---- | ---- | ---- | ---- | ---- |
| 952  | 942  | 905  | 789  | 758  | 733  | 805  | 777  | 807  |

| 1962 | 1968 | 1975 | 1982 | 1990  | 1999  | 2004  | 2006  | 2009  |
| ---- | ---- | ---- | ---- | ----- | ----- | ----- | ----- | ----- |
| 820  | 771  | 762  | 916  | 1 017 | 1 024 | 1 180 | 1 212 | 1 228 |

| 2014  | 2019  | 2022  | - | - | - | - | - | - |
| ----- | ----- | ----- | - | - | - | - | - | - |
| 1 284 | 1 276 | 1 252 | - | - | - | - | - | - |

| selon la population municipale des années : | 1968 | 1975 | 1982 | 1990 | 1999 | 2006 | 2009 | 2013 |
| Rang de la commune dans le département      | 57   | 68   | 48   | 49   | 50   | 44   | 47   | 50   |
| Nombre de communes du département           | 439  | 436  | 435  | 437  | 438  | 438  | 438  | 438  |

### Enseignement
Villepinte fait partie de l'académie de Montpellier.

### Activités sportives
Chasse, pétanque, randonnée pédestre,

## Économie

### Revenus
En 2018  (données Insee publiées en septembre 2021), la commune compte 522 ménages fiscaux, regroupant 1 203 personnes. La médiane du revenu disponible par unité de consommation est de 19 230 € (19 240 € dans le département).

### Emploi
| Division       | 2008   | 2013   | 2018   |
| -------------- | ------ | ------ | ------ |
| Commune        | 11,7 % | 16,7 % | 14,8 % |
| Département    | 10,2 % | 12,8 % | 12,6 % |
| France entière | 8,3 %  | 10 %   | 10 %   |

En 2018, la population âgée de 15 à 64 ans s'élève à 784 personnes, parmi lesquelles on compte 75,6 % d'actifs (60,8 % ayant un emploi et 14,8 % de chômeurs) et 24,4 % d'inactifs,. Depuis 2008, le taux de chômage communal (au sens du recensement) des 15-64 ans est supérieur à celui de la France et du département.
La commune fait partie de la couronne de l'aire d'attraction de Castelnaudary, du fait qu'au moins 15 % des actifs travaillent dans le pôle,. Elle compte 174 emplois en 2018, contre 224 en 2013 et 255 en 2008. Le nombre d'actifs ayant un emploi résidant dans la commune est de 483, soit un indicateur de concentration d'emploi de 36 % et un taux d'activité parmi les 15 ans ou plus de 57,3 %.
Sur ces 483 actifs de 15 ans ou plus ayant un emploi, 74 travaillent dans la commune, soit 15 % des habitants. Pour se rendre au travail, 87,7 % des habitants utilisent un véhicule personnel ou de fonction à quatre roues, 2,1 % les transports en commun, 5,3 % s'y rendent en deux-roues, à vélo ou à pied et 5 % n'ont pas besoin de transport (travail au domicile).

### Activités hors agriculture

#### Secteurs d'activités
74 établissements sont implantés  à Villepinte au 31 décembre 2019. Le tableau ci-dessous en détaille le nombre par secteur d'activité et compare les ratios avec ceux du département,.
| Secteur d'activité                                                                                        | Commune | Commune | Département |
| Secteur d'activité                                                                                        | Nombre  | %       | %           |
| --- | ------- | ------- | ----------- |
| Ensemble                                                                                                  | 74      | 100 %   | (100 %)     |
| Industrie manufacturière, industries extractives et autres                                                | 6       | 8,1 %   | (8,8 %)     |
| Construction                                                                                              | 14      | 18,9 %  | (14 %)      |
| Commerce de gros et de détail, transports, hébergement et restauration                                    | 24      | 32,4 %  | (32,3 %)    |
| Information et communication                                                                              | 1       | 1,4 %   | (1,6 %)     |
| Activités financières et d'assurance                                                                      | 1       | 1,4 %   | (2,7 %)     |
| Activités immobilières                                                                                    | 3       | 4,1 %   | (5,2 %)     |
| Activités spécialisées, scientifiques et techniques et activités de services administratifs et de soutien | 9       | 12,2 %  | (13,3 %)    |
| Administration publique, enseignement, santé humaine et action sociale                                    | 9       | 12,2 %  | (13,2 %)    |
| Autres activités de services                                                                              | 7       | 9,5 %   | (8,8 %)     |

Le secteur du commerce de gros et de détail, des transports, de l'hébergement et de la restauration est prépondérant sur la commune puisqu'il représente 32,4 % du nombre total d'établissements de la commune (24 sur les 74 entreprises implantées  à Villepinte), contre 32,3 % au niveau départemental.

#### Entreprises et commerces
Les cinq entreprises ayant leur siège social sur le territoire communal qui génèrent le plus de chiffre d'affaires en 2020 sont : 
- Generation Piscine, fabrication d'éléments en matières plastiques pour la construction (10 851 k€) ;
- C2G Consulting, commerce de gros (commerce interentreprises) non spécialisé (141 k€) ;
- La Cooperative Des Pisciniers, commerce de gros (commerce interentreprises) d'autres biens domestiques (96 k€) ;
- Les Hamacs De Saladry, location de terrains et d'autres biens immobiliers (14 k€) ;
- XYZ Financa, activités des sociétés holding (12 k€).

En 2019, la commune possède quelques commerces dont : une station-service complétée d'une supérette avec un four boulanger, un coiffeur, une auto-école, une boulangerie, une pizzeria, une agence immobilière, un tabac-presse, un restaurant, une poste (horaires limités)...

### Agriculture
|               | 1988  | 2000 | 2010 | 2020 |
| ------------- | ----- | ---- | ---- | ---- |
| Exploitations | 32    | 18   | 11   | 9    |
| SAU (ha)      | 1 233 | 933  | 1034 | 732  |

La commune est dans le Lauragais, une petite région agricole occupant le nord-ouest du département de l'Aude,. En 2020, l'orientation technico-économique de l'agriculture  sur la commune est la polyculture et/ou le polyélevage. Neuf exploitations agricoles ayant leur siège dans la commune sont dénombrées lors du recensement agricole de 2020 (32 en 1988). La superficie agricole utilisée est de 732 ha,,.

### Vie militaire
Le centre de transmissions de la Marine nationale de « la Lauzette », est implanté sur la commune depuis 1966.

## Culture locale et patrimoine

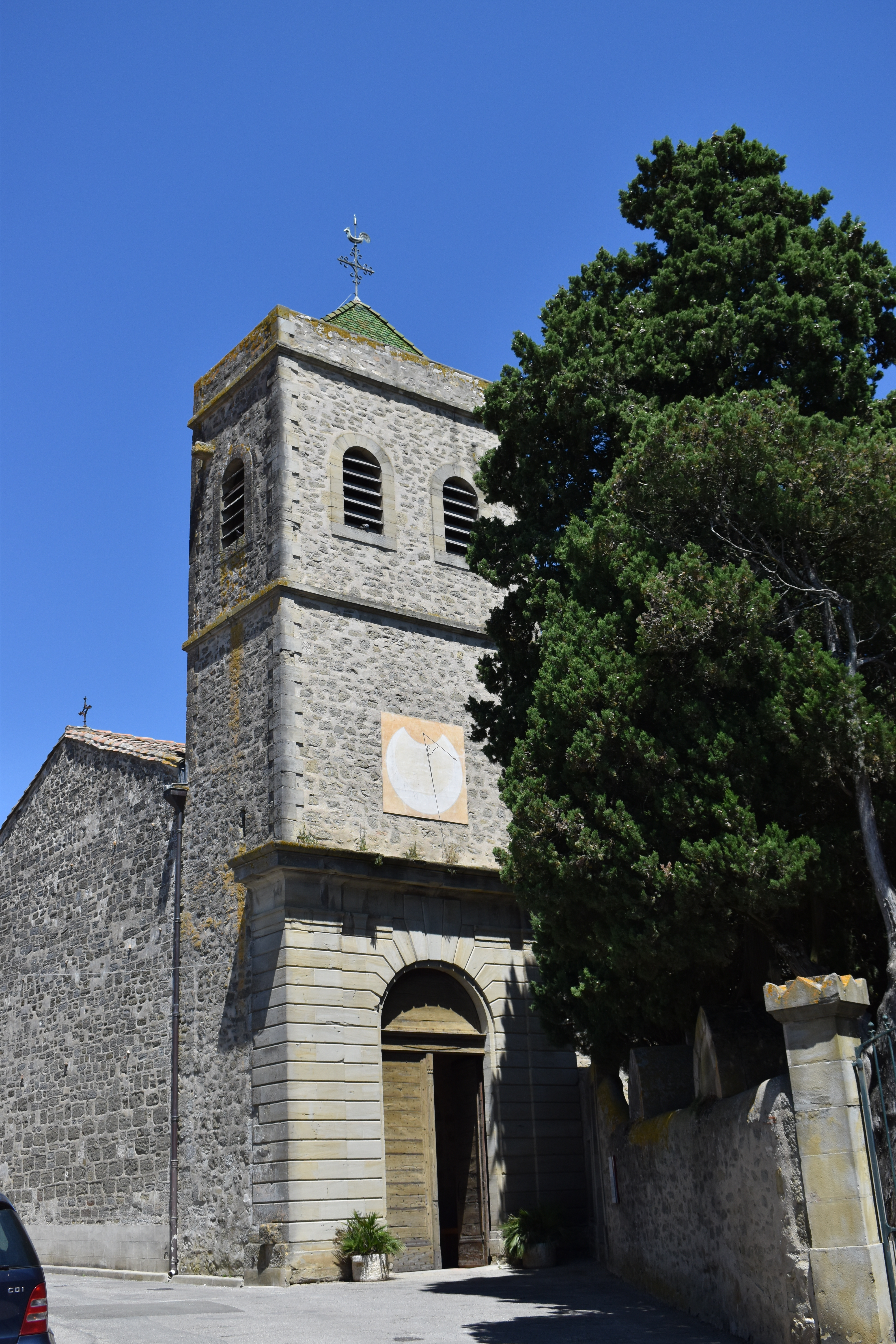
Église Saint-Jean-Baptiste de Villepinte.

### Lieux et monuments
- Église Saint-Jean-Baptiste de Villepinte. L'édifice a été inscrit au titre des monuments historiques en 1949[42].
- Chapelle de la Romenguière de style roman.
- Canal du Midi : écluse de Villepinte, pont-canal de Mezuran.

### Personnalités liées à la commune
- Sophie Koch (1969-), mezzo-soprano[43],[44].
- Max Savy (1918-2010), peintre. Il fut instituteur à Villepinte dont l'école primaire porte son nom[45].
- Étienne Estève (1771-1844). Baron d'Empire, général. Il est inhumé au cimetière de Villepinte[46].

### Héraldique
| Blason de Villepinte | Blason  | De gueules au peigne d’or posé en fasce.         |
| Blason de Villepinte | Détails | Le statut officiel du blason reste à déterminer. |

## Pour approfondir